# Dave Van Kesteren
Pour les articles homonymes, voir Van Kesteren.
David E. Van Kesteren, dit Dave Van Kesteren, né le 7 octobre 1955 à Chatham (Ontario), est un homme politique canadien. Membre du Parti conservateur du Canada, il siège à la Chambre des communes pour la circonscription de Chatham-Kent—Leamington de 2015 à 2019, représentant auparavant Chatham-Kent—Essex à partir des élections fédérales de 2006.

## Biographie

### Premiers engagements politiques
Issu d'une famille néerlandaise (son père est natif de Noordwijk, sa mère de Schoonhoven), il est marchand d'automobile de profession. Lors des élections fédérales de 2004, il se présente contre le député sortant Jerry Pickard, membre du Parti libéral du Canada, dans la circonscription ontarienne de Chatham-Kent—Essex. Il perd de 407 voix.

### Chambre des communes
Van Kesteren se présente à nouveau lors des élections fédérales de 2006, gagnant après avoir battu son plus proche rival, le libéral Jim Comiskey, par 5 616 voix, profitant de la vague conservatrice qui porte Stephen Harper au pouvoir. Réélu en 2008 et 2011, il se représente et est réélu dans la nouvelle circonscription de Chatham-Kent—Leamington en 2015. Il ne se représente pas lors des élections fédérales de 2019.

### Vie privée
Van Kesteren est marié et a huit enfants.